# Ljudlimpa
En ljudlimpa (engelska: soundbar) är en avlång högtalare avsedd att fästas horisontellt under en bildskärm, exempelvis en TV.

## Sverige
Ordet "ljudlimpa" finns belagt i svensk dagspress sedan 2009.